# 香板

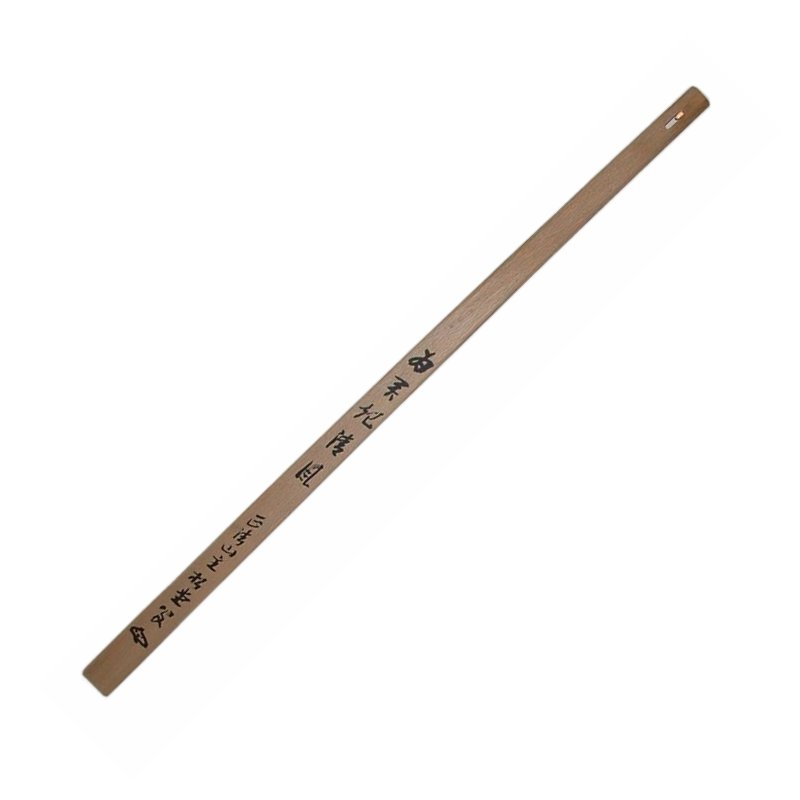
警策

香板，又稱警策棒，漢傳佛教用具，始於禪宗。它的外形是一個扁長型的木板，狀如寶劍，上面時常刻上「警策」、「精進」等字樣。
禪宗的方丈用它來維持寺院坐禪時的秩序，可用於敲擊打瞌睡或者不專心的弟子，有時也當作對破戒或違規僧侶體罰的工具。
在禪宗故事中，老師往往在弟子迷惑時，拿起警策棒當頭一敲，或者大喊一聲，用於幫助開悟，今日稱之「棒喝」。